# Nicephora
Nicephora is een geslacht van rechtvleugeligen uit de familie sabelsprinkhanen (Tettigoniidae). De wetenschappelijke naam van dit geslacht is voor het eerst geldig gepubliceerd in 1900 door Bolívar.

## Soorten
Het geslacht Nicephora omvat de volgende soorten:
- Nicephora mirabilis Bolívar, 1900
- Nicephora ulla Gorochov, 1998
- Nicephora forficulata Carl, 1921
- Nicephora hakgallae Henry, 1932
- Nicephora mazerani Bolívar, 1900
- Nicephora subulata Bolívar, 1900
- Nicephora trigonidioides Bolívar, 1900